# Justizpalast Mailand

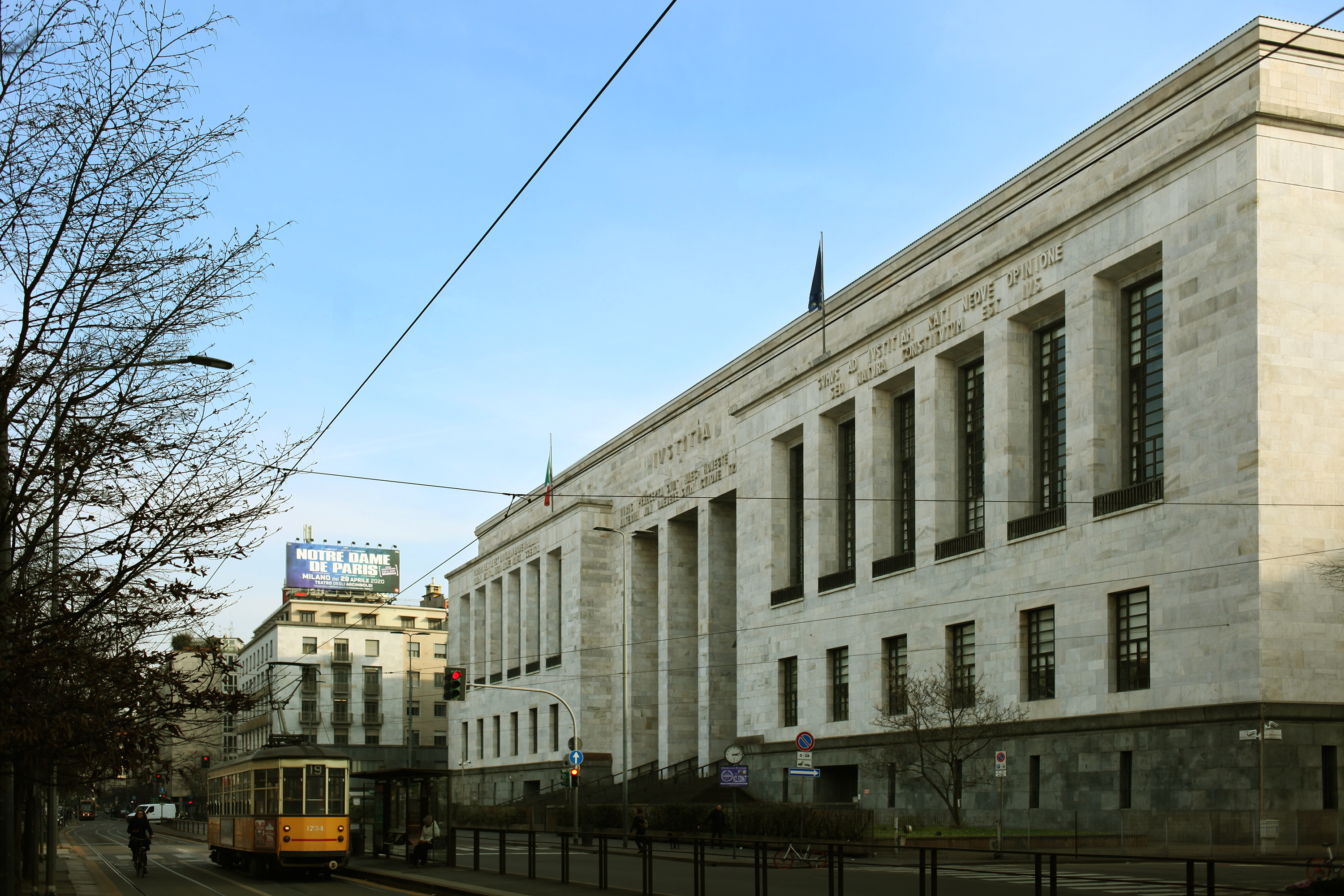
Justizpalast Mailand

Der Justizpalast Mailand (italienisch Palazzo di Giustizia) ist Sitz des Mailänder Gerichts, des Berufungsgerichts, der Staatsanwaltschaft und der Generalstaatsanwaltschaft und befindet sich in der Via Freguglia 1 im historischen Zentrum von Mailand.

## Geschichte
Das Gebäude wurde in der Zeit des italienischen Faschismus zwischen 1932 und 1940 unter der Leitung des Architekten Marcello Piacentini erbaut. Für seinen Bau wurden die Kirche San Filippo Neri und das Kloster Schiave di Maria (Sklavinnen Marias) abgerissen. Das Gebäude nimmt etwa den Bereich ein, wo die Kaserne Principe Eugenio von Savoia stand.

## Beschreibung
Der Palast nimmt eine Quadratfläche von ungefähr 30.000 m² ein auf einem trapezförmigen Grundriss, mit acht Höfen unterschiedlicher Größe. Er verfügt über vier Stockwerke und zwei Zwischengeschosse, Zugang zu den verschiedenen Bereichen wird durch sechs Treppen und neun Aufzüge ermöglicht, dazu kommen zahlreiche Nebentreppen. Dominierend ist eine monumentale Treppe, die Hauptfassade öffnet sich zu einem dreifachen Zugangsportal mit einem 25 Meter hohen Durchgang. Lateinische Redewendungen zu den Grundsätzen der Rechtsprechung beherrschen den Haupteingang und die zwei Vorderteile an der Hauptfassade:
Oben auf dem linken Vorderteil:
Iurisprudentia est divinarum atque humanarum / rerum notitia iusti atque iniusti scientia („Rechtsprechung ist die Wissenschaft von göttlichen und menschlichen Angelegenheiten, von gerechten und ungerechten Tatsachen“)
Oben am Haupteingang:
IUSTITIA / Iuris praecepta sunt haec: honeste vivere / alterum non laedere, suum cuique tribuere („GERECHTIGKEIT / Die Vorschriften des Gesetzes lauten wie folgt: Ehrlich leben / dem Anderen keinen Schaden zufügen, jedem sein eigenes zuschreiben“)
Oben auf dem rechten Vorderteil:
Sumus ad iustitiam nati neque opinione / sed natura constitutum est ius („Wir wurden seit unserer Geburt vor Gericht gestellt und das Gesetz basiert auf der Natur, nicht auf der Meinung“)

## Stil und Einflüsse
Der Stil, in dem der Palast errichtet ist, heißt „Stile Novecento“ nach einer Künstlergruppe, die um 1920 von Margherita Sarfatti gegründet wurde. Der Palast inspirierte auch andere Gebäude, zum Beispiel diente er im Jahr 1937  Francesco Leoni als Modell für den neuen Justizpalast von Forlì, einer Stadt, die damals als Città del Duce (Stadt des Führers) als Schaufenster der Errungenschaften des faschistischen Regimes dienen sollte.

## Kunstwerke
Der Mailänder Palast wurde innen mit verschiedenen Mosaiken, Hochreliefs, Fresken und Skulpturen verziert, die, von der römischen künstlerischen Tradition inspiriert, die Geschichte der Justiz illustrieren sollten, außerdem sind dort wichtige Kunstwerke gesammelt, darunter:
- Carlo Carrà, Justinian bewundert die Gerechtigkeit, Fresko, 1938.
- Giovanni Colacicchi, Zaleuco, Richter von Locri, Ölgemälde auf Hartfaserplatte.
- Achille Funi, Moses mit den Tafeln des Gesetzes, Fresko, 1936–39.
- Leone Lodi, fünf Basreliefs von Türoberstück aus Marmor: Sant'Ambrogio, Die Visconti, Die Gründung der Fasci (zerstört nach dem 25. April 1945).
- Arturo Martini, Die faschistische Gerechtigkeit, Marmor, 1936–37.
- Piero Marussig, Die Gerechtigkeit, Mosaik.
- Enzo Morelli, Die göttliche und menschliche Gerechtigkeit triumphiert, Saal des Kanzleramts, Fresko, 1938–39
- Siro Penagini, Moses beim Verkünden der Gesetze, Fresko, 1937.
- Romano Romanelli, Die Gerechtigkeit von Trajan, Hochrelief, 1939.
- Antonio Giuseppe Santagata,  Mosaiken Justinian, Die Gerechtigkeit, Der Kanon Graziano, Napoleon Gesetzgeber; Die faschistischen Gesetze sind nach dem Fall des Faschismus entfernt worden.
- Attilio Selva, Die Gerechtigkeit, Marmor und Porphyr.
- Gino Severini, Die zehn Gebote, Mosaik.
- Mario Sironi, Die Gerechtigkeit, mit dem Gesetz bewaffnet, Mosaik, 1936.
- Mario Tozzi, Das verlorene Paradies, Fresko, 1938.

## Ansässige Gerichte und Organe
- Corte d’appello di Milano (Berufungsgericht)
- Procura generale (Generalstaatsanwaltschaft)
- Tribunale per i minorenni (Jugendgericht)

## Zwischenfälle
- Am 9. April 2015 erschoss ein Angeklagter im Justizpalast einen Richter, einen Anwalt und eine weitere Person.[2][3]